# آرشي مور
آرشي مور (بالإنجليزية: Archie Moore)‏ مواليد 13 ديسمبر 1916 في بينويت - الوفاة 09 ديسمبر 1998 في سان دييغو، كان ملاكم أمريكي سابق صنّف ضمن فئة الوزن الثقيل.

## إحصائيات
خاض خلال مسيرته 219 نزالا، فاز في 185 وتعادل في 10 وخسر في 23. فاز بالضربة القاضية في 131 نزالا.

## روابط خارجية
- آرشي مور على موقع IMDb (الإنجليزية)
- آرشي مور على موقع الموسوعة البريطانية (الإنجليزية)
- آرشي مور على موقع إن إن دي بي (الإنجليزية)
- آرشي مور على موقع قاعدة بيانات الفيلم (الإنجليزية)
- آرشي مور على موقع بوكس ريك (الإنجليزية) (registration required)